# Federmäppchen

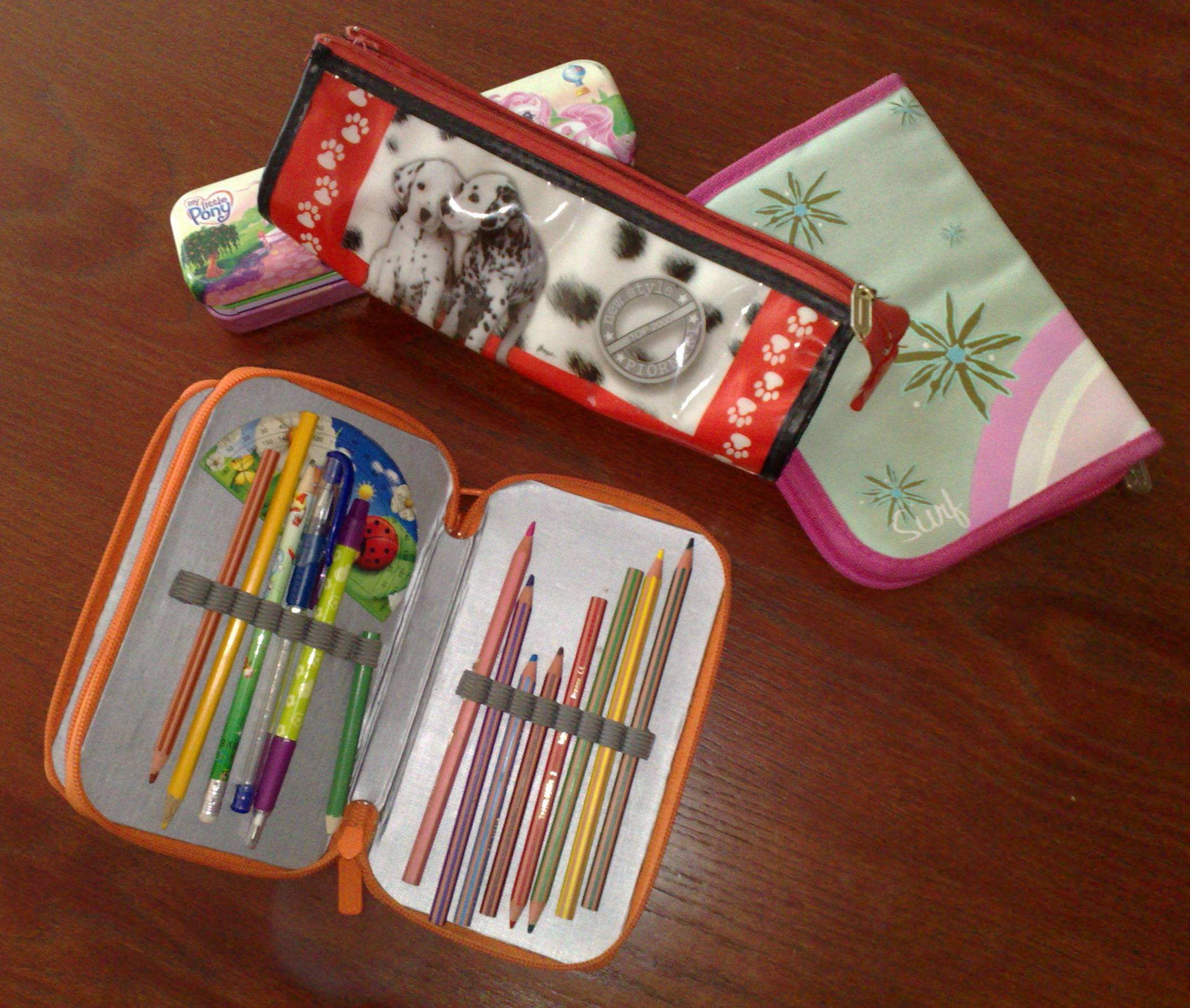
Verschiedene Federmäppchen

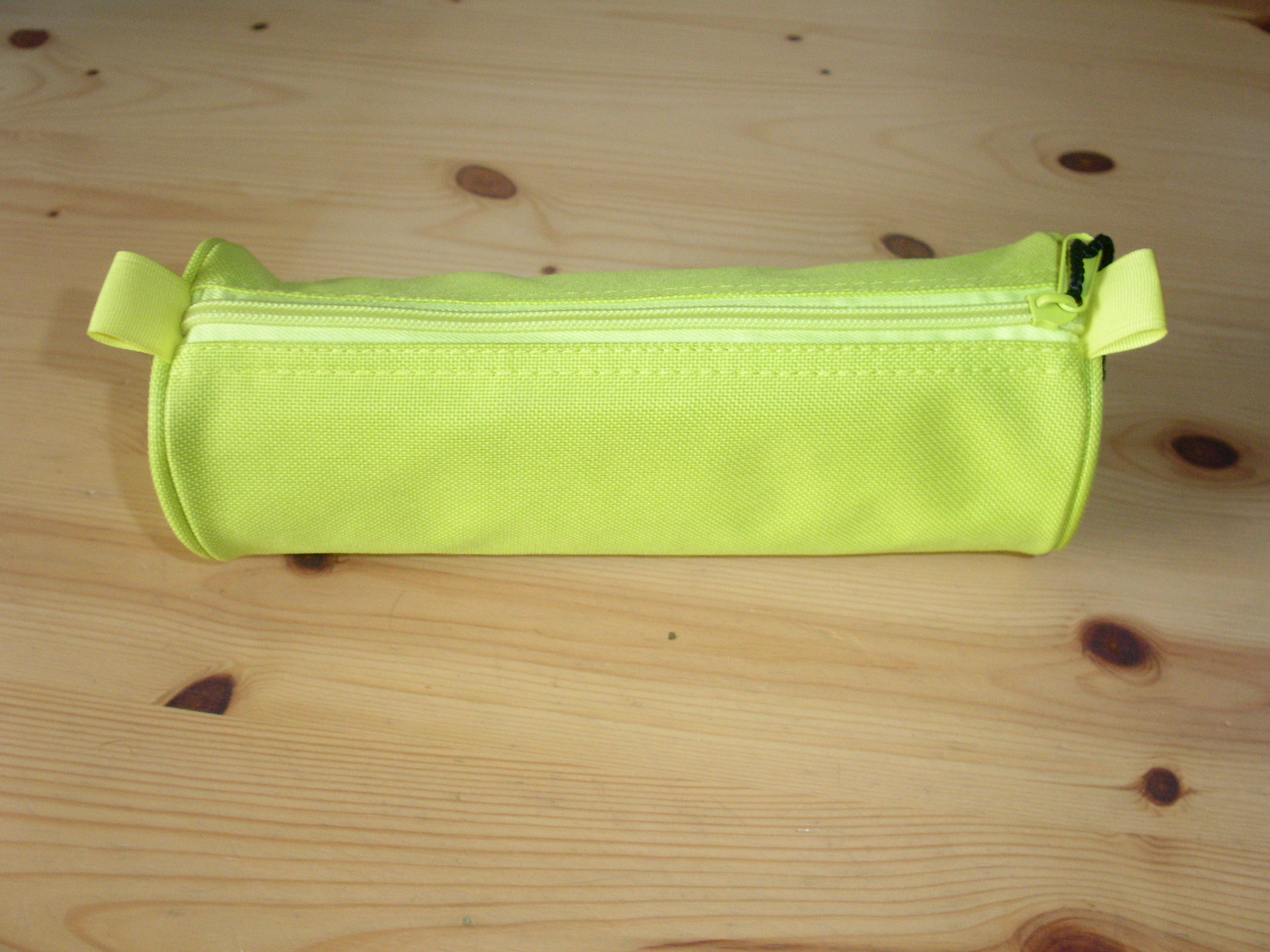
Ein Etui in dieser Ausführung wird umgangssprachlich auch „Faulenzer“ oder „Schlamper“ genannt

Ein Federmäppchen (zu den regionalen Bezeichnungen siehe weiter unten) ist eine aufklappbare Mappe, vielfach mit seitlich angebrachtem Reißverschluss, aus Stoff, Kunststoff oder Leder.
In der häufig für den Schulgebrauch verwendeten Federmappe befinden sich Einschubmöglichkeiten für Filzstifte, Buntstifte, Bleistifte, Füllfederhalter, Lineal, Anspitzer und Radiergummi. Häufig ist auch ein kleines taschenähnliches Fach vorhanden.
Einer der Vorläufer der Federmappe ist die Griffelbüchse.

## Name
Die Bezeichnung Federmappe rührt daher, dass man früher darin die Schreibfedern und später den Federhalter aufbewahrt hat. Im Grimmschen Wörterbuch ist auch von Federfutteral und Federbüchse (theca pennaria) als einem „gefäß zum aufbewahren der schreibfedern“ die Rede.
In Österreich ist Federpennal der vorherrschende Begriff, regional kommt noch Federschachtel vor. In Südtirol, teilweise auch in Vorarlberg, ist Griffelschachtel bekannt.
In der Schweiz ist ausschließlich die Bezeichnung Etui gebräuchlich. Federmäppchen ist dort die gebräuchliche Bezeichnung für eine (einfache) hölzerne Griffelbüchse mit Klappdeckel (mit Scharnieren), die aber seit den 1980er-Jahren nicht mehr üblich ist.
Der in Deutschland verbreitetste Begriff ist Federmappe bzw. in der Verkleinerungsform Federmäppchen. Dagegen ist im hohen Norden und Nordosten Deutschlands Federtasche gebräuchlich, im südlichen Rheinland, in Rheinland-Pfalz, im Saarland und in Baden-Württemberg wird es einfach Mäppchen genannt, in Teilen Baden-Württembergs Mäpple. Im westlichen Sachsen kommt Federkästchen vor. Am Niederrhein, in Westfalen und im südlichen Niedersachsen ist der Begriff Schuletui verbreitet.

## Varianten
In teureren Varianten gibt es auch ein Fach, in dem ein Geodreieck aufbewahrt werden kann.
Weit verbreitet sind auch Etuis, in denen die Schreibutensilien unsortiert aufbewahrt werden. Diese werden umgangssprachlich im Norden und Westen Deutschlands teilweise als Faulenzer bzw. im Süden Deutschlands verbreitet als Schlampermäppchen bezeichnet. In den restlichen Gebieten Deutschlands sowie in Österreich (Pennal) und in der Schweiz (Etui) werden mehrheitlich die gleichen Begriffe verwendet wie für die rechteckigen Mappen.